# Travignolo
Il Travignolo (Travignöl in dialetto predazzano) è un torrente del Trentino orientale che nasce alle pendici delle Pale di San Martino, al confine con la provincia di Belluno, dalle acque di fusione del ghiacciaio del Travignolo, che sta nell'omonimo canalone incassato tra la Cima della Vezzana (3192 m.s.l.m.) e il Cimon della Pala (3184 m.s.l.m.) ad un'altitudine di circa 1920 metri s.l.m.. Dopo 22 km confluisce nell'Avisio presso Predazzo.

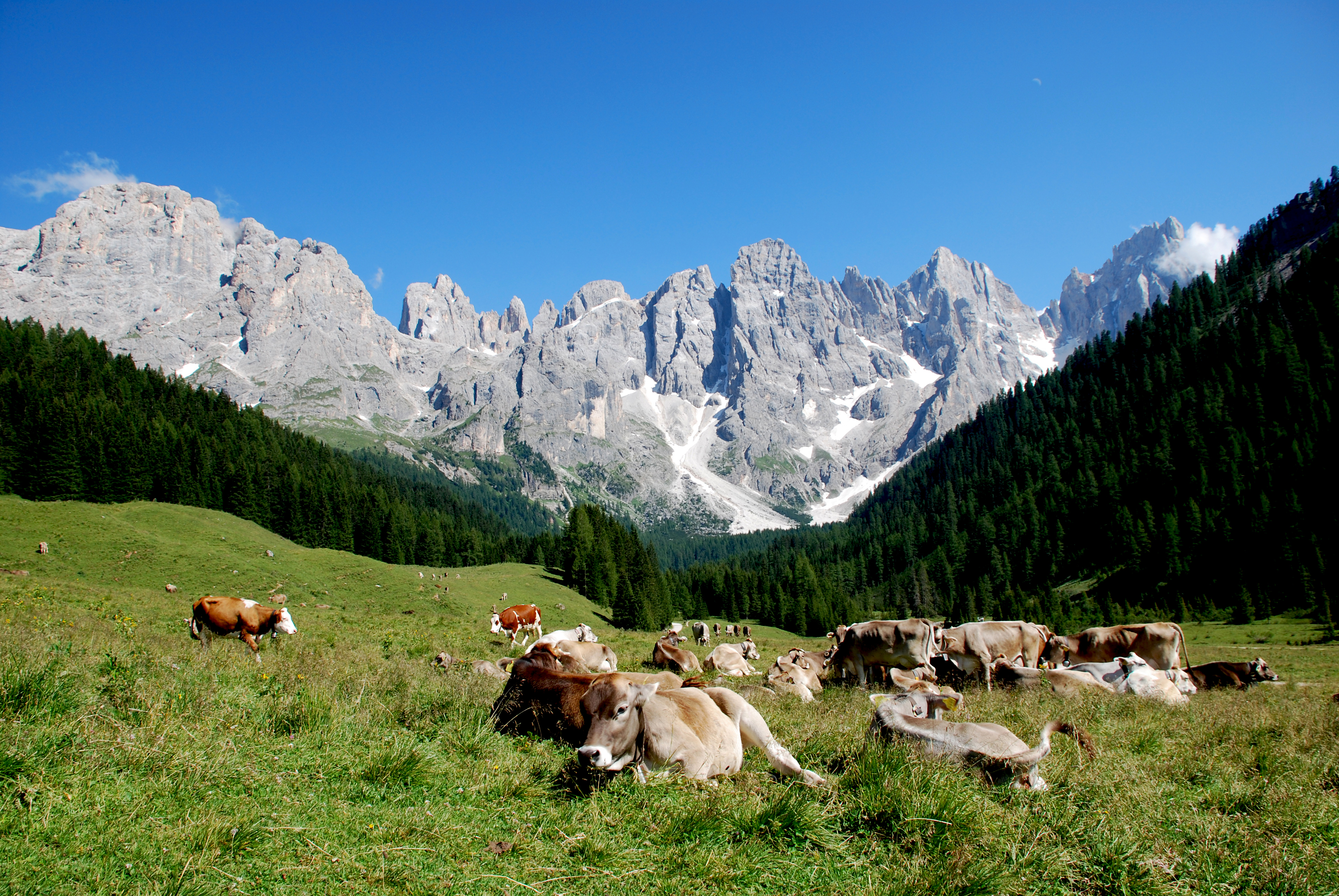
Val Venegia

## Descrizione
Lungo il suo corso, percorre la val Venegia, la conca di Paneveggio e più a valle, seguito approssimativamente dalla Strada statale 50 del Grappa e del Passo Rolle, viene sbarrato dalla diga di Forte Buso che forma il lago di Paneveggio o di Forte Buso, poco a monte dell'abitato di Bellamonte. Il bacino del torrente nel suo complesso corrisponde alla val Travignolo.
I suoi affluenti principali sono i rii: Vallazza, Val Miniera, Bocche, Lusia, Fiampelàn, Vallaccia - Canvère e Viezzena sulla sponda destra, i rii Juribello, Colbricon, Ceremana, Valòn, Valonàt, Laste, Pelenzen e Valmaggiore su quella sinistra.
Sfocia nel torrente Avisio all'altezza del paese di Predazzo a circa 1000 m.s.l.m. di quota. Complessivamente il corso del fiume interessa i comuni di Primiero San Martino di Castrozza e Predazzo.